# Alfred Herrhausen

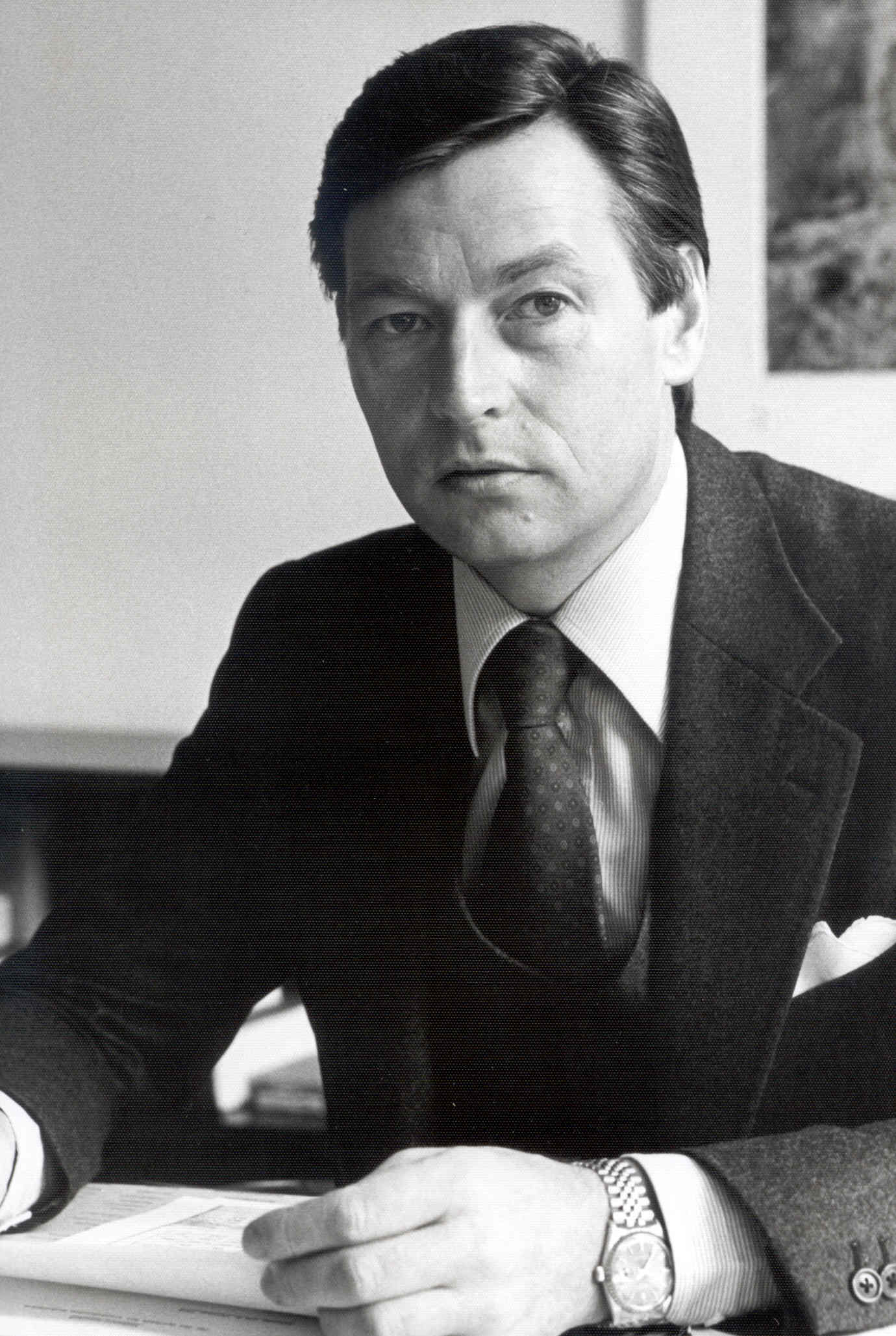
Alfred Herrhausen (1985)

Alfred Herrhausen (Essen, 30 gennaio 1930 – Bad Homburg vor der Höhe, 30 novembre 1989) è stato un banchiere tedesco, a capo di Deutsche Bank, della quale era membro del board sin dal 1971. Perì in un attacco dinamitardo attuato da attentatori professionisti nel 1989, attribuito alla Rote Armee Fraktion.

## Biografia
Figlio di un geometra, con un dottorato di ricerca in finanza conseguito nel 1955 all'università di Colonia mentre già lavorava alla Ruhrgas, Herrhausen era entrato, all'inizio del 1956, nella Vereinigte Elektrizitätswerke Westfalen (VEW, è stata acquisita da RWE nel 2000), una delle principali aziende elettriche ed energetiche tedesche. Nel 1970 entrò alla Deutsche Bank con la qualifica di vice consigliere d'amministrazione.
Nel 1985 era divenuto presso la Mercedes-Benz presidente del consiglio di sorveglianza (Aufsichtsrat), un organo superiore in Germania che controlla il consiglio di amministrazione. All'epoca la Deutsche Bank ne deteneva il 30% delle azioni.
Herrhausen si era distinto per la richiesta pronunciata all'assemblea del Fondo monetario internazionale e anche alla Banca Mondiale per la riduzione dei debiti del Terzo Mondo.
Fu inoltre membro del consiglio direttivo del gruppo Bilderberg.
Pochi giorni prima di morire, aveva scritto un articolo su Wall Street Journal in cui esponeva la sua "Ostpolitik" economica, ovvero la visione di una politica e di una Deutsche Bank attivi in uno sviluppo equilibrato dell'est e dell'ovest della Germania, all'indomani della riunificazione, e aperta ai rapporti con Mosca. Herrhausen era stretto consigliere del cancelliere Kohl.
Il 4 dicembre 1989 avrebbe dovuto essere a New York dove avrebbe sostenuto, davanti all'establishment finanziario, la fondazione di una banca per lo sviluppo con sede a Varsavia che finanziasse la ricostruzione e l'integrazione dell'est uscito dal comunismo con l'ovest europeo.
Nel 2023 è uscito il film "Herrhausen - Lord of Money" (della regista tedesca Pia Strietmann) nel quale traspare la figura del banchiere come un personaggio illuminato ma che si era fatto molti nemici anche all'interno della banca che presiedeva. La sua gestione fu lungimirante e rivoluzionaria: nominò la prima donna nel consiglio d'amministrazione (all'epoca tutta al maschile) e fece entrare la moderna tecnologia informatica, inoltre sviluppò il business degli investimenti internazionali: una pietra miliare per quello che veniva visto come un gruppo conservatore. Fu la trasformazione in una azienda internazionale protagonista anche sul versante statunitense. Ma la sua gestione non si fermò qui: Herrhausen era anche interessato a ridiscutere sulla riduzione del debito per il Terzo Mondo e ad affrontare lo spinoso argomento degli Stati in bancarotta del Sud America.
Come se non bastasse, Herrhausen chiese maggiori investimenti per l'Est europeo e la Russia per favorire il processo della glasnost' dell'allora nuovo leader sovietico Mikhail Gorbaciov. Henry Kissinger, allora membro e consulente della Deutsche Bank aveva definito il corso di Herrhausen "altamente rischioso".

## L'attentato mortale

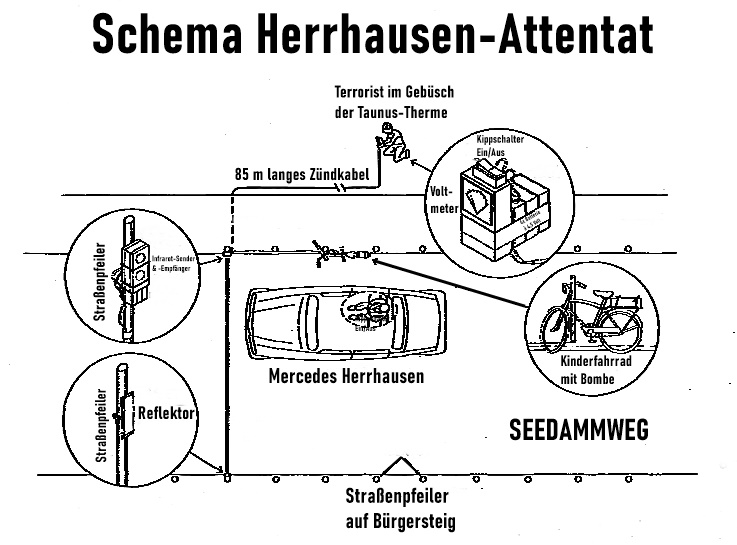
Schema ricostruttivo dell'attentato: la bicicletta da adolescente con la bomba nel cestello e un cavo di 85 mt. collegato ai sensori di passaggio ostacoli

Il 30 novembre 1989, al mattino,  Alfred Herrhausen lasciò la sua casa sita in  Ellerhögweg, nella città di Bad Homburg vor der Höhe per fare lo stesso percorso: raggiungere l'ufficio a Francoforte sul Meno, distante 17 km., dove, dal gennaio 1985, è situata la nuova sede centrale con due grattacieli da 155 mt. della Deutsche Bank, in Taunusanlage 12.
A bordo della ammiraglia Mercedes blindata all'altezza della Seedammweg 3 (sempre Bad Homburg) Herrhausen cade vittima di un attentato. 

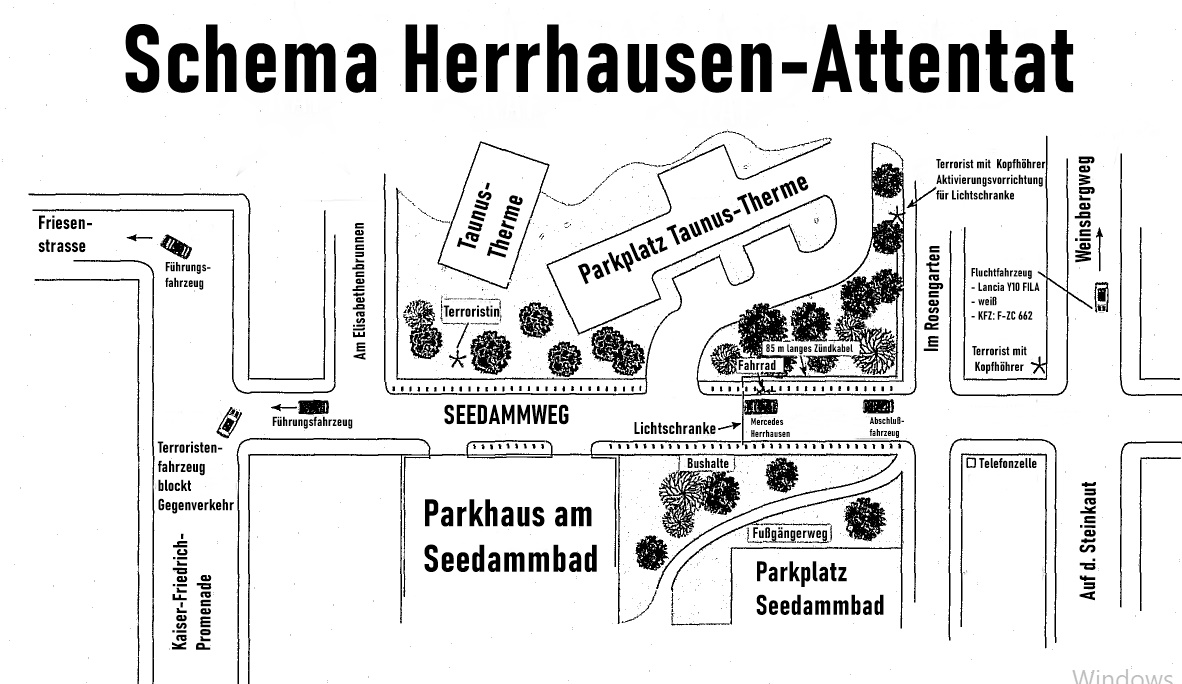
La mappa della Seedammweg (al centro) e zone circostanti

Sul marciapiede c'è  parcheggiata una bicicletta, appoggiata ad una ringhiera, con un pacco grande quanto uno zaino da scuola, il portapacchi della bicicletta contiene una pesante lastra di rame ricoperta su un lato da circa 7 chilogrammi di TNT esplosivo con un sistema utilizzato nelle armi perforanti: l'energia dell'esplosione viene mirata attraverso l'effetto Misznay-Schardin.

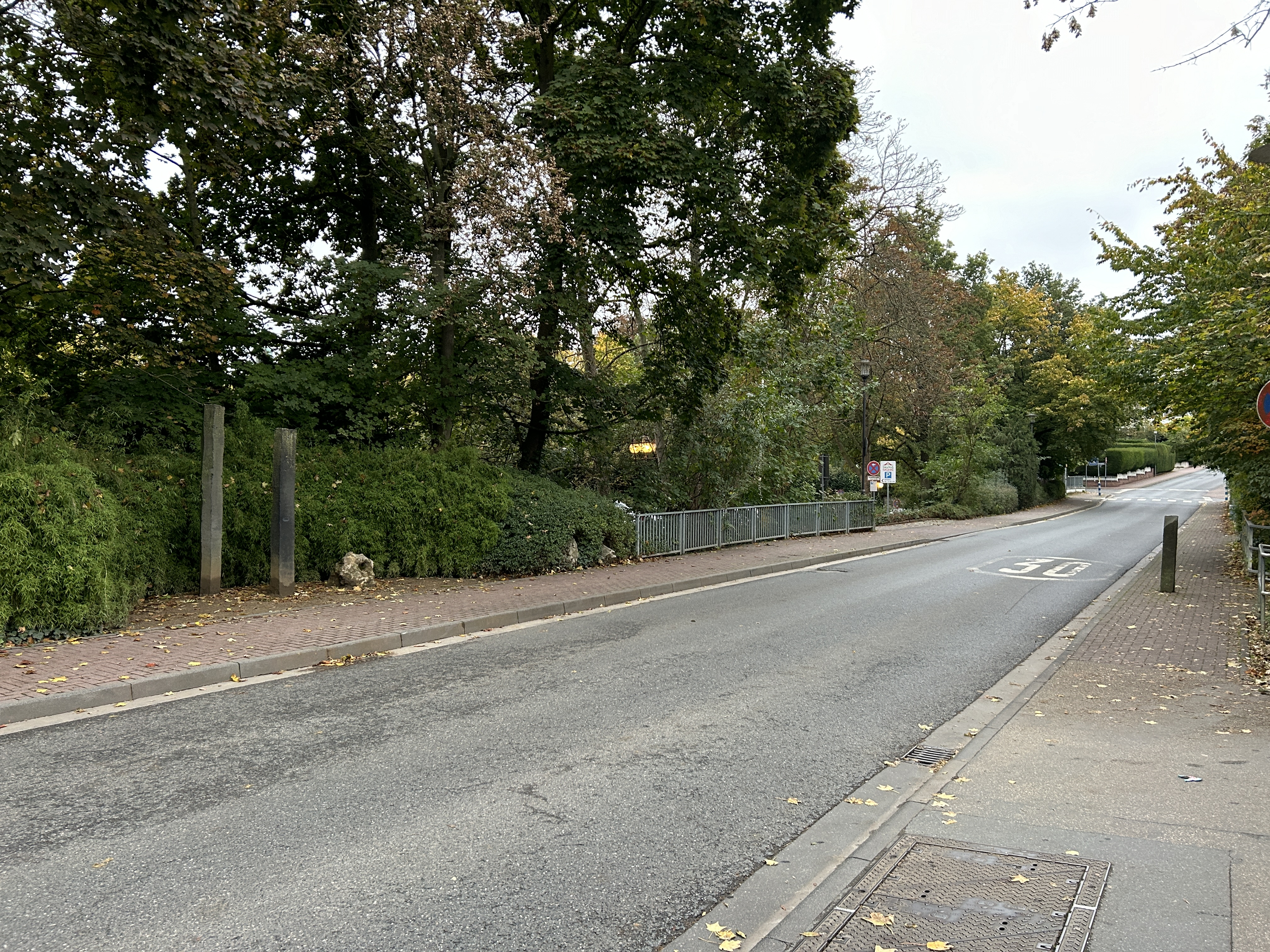
La Seedammweg di Bad Homburg, come si presenta nel 2024. È visibile, verso Sx, il memoriale dedicato a Herrhausen, edificato nel 1996

Alle ore 8:34 un sofisticato congegno con sensore (sensore di passaggio, un fascio di luce) viene attivato dal passaggio della vettura. Subito la bomba esplose, l'onda di pressione colpì la porta laterale posteriore della Mercedes-Benz Classe S blindata. L'auto nonostante il peso venne sollevata in aria dalla forza dell'onda d'urto di pressione, si voltò e rimase distesa di traverso nella direzione di marcia. Una parte tagliente del pannello interno della porta fu spazzata via. L'autista rimase gravemente ferito e il presidente della Deutsche Bank morì dissanguato poco dopo. 
Questo tipo di attentato, troppo perfetto e sofisticato verrà analizzato negli anni a seguire. È lo stesso sistema adottato otto giorni prima per assassinare il presidente libanese René Moawad. Un'inchiesta del giornalista Egmont Koch, analizzando questa tattica, sospetta una partecipazione tecnica di terroristi della OLP: la pista libanese viene indicata come essere stata un probabile ausilio fornito ai terroristi tedeschi.
I rottami della berlina pare siano andati perduti. Durante l'allestimento (fatto nel 2013) della mostra sulla RAF nella Casa della Storia del Baden-Württemberg a Stoccarda, fu cercato il relitto per essere mostrato, ma un portavoce del museo ha confermato quanto già anticipato dal quotidiano "Bild" su questo fatto. Dalla ricerca è emerso che il veicolo è stato restituito alla Mercedes. La fabbrica ha però dichiarato che il relitto non era in suo possesso e che non sapeva più nulla circa la sua ubicazione.
L'attentato verrà  rivendicato due giorni dopo dalla terza generazione dei terroristi RAF (Frazione dell'Armata Rossa) del commando Wolfgang Beer.
La foto della Mercedes distrutta farà il giro del mondo. Sino a oggi i responsabili restano sconosciuti e il delitto purtroppo impunito. Questo attentato scosse profondamente tutta la Germania proprio per la statura del personaggio. Testimoni e suoi contemporanei, come il direttore d'orchestra Justus Frantz, che tenne un concerto al Kurtheater la sera del 30 novembre 1989, o il cancelliere Helmut Kohl, che chiamò Herrhausen suo amico, così come il sindaco (dal 1986 al 1992) di Bad Homburg Wolfgang Assmann rimasero profondamente scossi. Consultando i documenti storici, gli articoli di giornale, i lugubri e deliranti proclami della RAF o il discorso funebre del sacerdote ai funerali presso la Cattedrale di Francoforte sul Meno, emerge subito il quadro opprimente e privo di senso del terrorismo tedesco, che ha solamente mietuto numerose vittime e ha lasciato il segno fino ad oggi a Bad Homburg.

### Le piste e il contesto
I terroristi della terza generazione della RAF - (venuti dopo la prima, composta da personaggi quali Andreas Baader, Ulrike  Meinhof, Gudrun Ensslin) - avevano già fatto attentati quali quello, mortale, del 9 luglio 1986 ai danni di Karl Heinz Beckurts, membro del consiglio di amministrazione della Siemens. La sua auto passò davanti ad un carretto pieno di bombole di gas. Quattro anni dopo, il 27 luglio 1990, fallì fortunatamente l'attentato contro il politico Hans Neusel (1927-2013), che sopravvisse perché si trovava alla guida della vettura (l'autista era in ferie). La bomba colpì il lato passeggero e il fatto che il tetto fosse lasciato aperto (era estate), contribuì a dissipare l'energia cinetica causata dall'esplosione.
L'attentato a Herrhausen fu probabilmente maturato in ambienti vicini al KGB e alla Stasi, terrorizzati dai processi di democratizzazione che l'apertura ai mercati finanziari e al libero commercio avrebbero favorito. Tutt'oggi resta ancora avvolto nel mistero l'identità dei mandanti.

### Memoriale

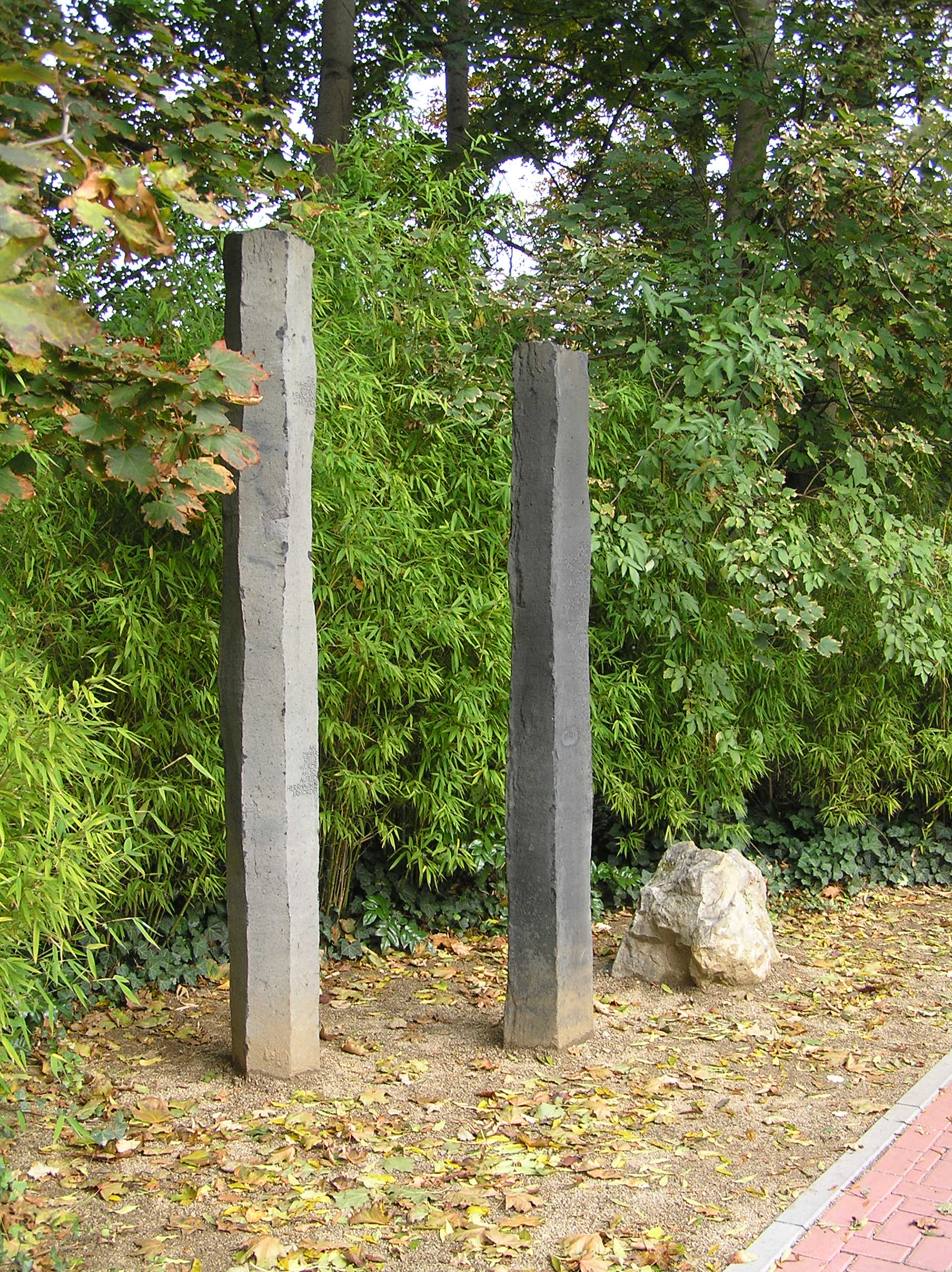
Particolare delle colonne e del memoriale nel preciso luogo dove si svolse l'attentato ad Alfred Herrhausen a Bad Homburg, in Seedammweg al numero 3

Il 30 novembre 1996 sul luogo dell'attentato è stato inaugurato un memoriale progettato da Friedrich Meyer alla presenza della vedova Waltraud e dall'allora sindaco di Bad Homburg, Wolfgang Assmann. Sulle tre colonne di basalto si trovano due citazioni. Una di Ingeborg Bachmann: "La verità è ragionevole per gli uomini", l'altra è di Karl Popper: "Solo dove la critica sociale è stata coronata dal successo, dove le persone hanno imparato ad apprezzare le opinioni altrui e a essere umili e sobri sui loro obiettivi politici, dove hanno imparato che il tentativo di realizzare il paradiso sulla terra, facilmente trasforma la terra in un inferno per gli uomini".

## Herrhausen visto da vicino
Figura di notevole valore, manager capace di visioni lungimiranti e notevoli capacità strategiche, abile a intrecciare relazioni e gettare ponti in un episodio è emersa anche la sua profonda umanità e capacità di comprendere le ansie delle nuove generazioni.
Tanja Langer di Wiesbaden (nata nel 1962), futura scrittrice, era divenuta in seguito un'amica e confidente speciale di Alfred Herrhausen. Lei ha scritto un libro-romanzo per ricordare questo episodio importante della sua vita: proprio lei che da semplice giovane studentessa che si interessava di filosofia, che leggeva Marx ha potuto incontrare, dopo avergli scritto, un uomo seppure tanto potente che però rispose ai suoi scritti. Ecco perché il giorno seguente il fatidico attentato Tanja Neumann, (anni dopo, dal 1993 al 2004,  coniugata Langer e madre di 3 figli), da Berlino (città  ove risiede dal lontano 1986) fece pubblicare sul locale Die Tageszeitung l'annuncio: "In profondo lutto per un amico insostituibile e meraviglioso". La notizia dominò tutti i media: Alfred Herrhausen era morto. Ci furono le condoglianze da parte del capo dello stato tedesco, all'epoca Richard von Weizsäcker.
Fu la figura che più di ogni altro ha plasmato l'immagine del banchiere moderno sostenendo la trasparenza e l'onestà dicendo: "Perché i tempi sono diventati più democratici, perché la gente mette in discussione ogni forma di autorità, perché critica il potere che abbiamo come le banche. Dobbiamo rivelare loro: quali interessi perseguiamo." 
La persona che più  di tutti lo ha ispirato ad adottare tali approcci dopo molte conversazioni è stata proprio Tanja Langer.

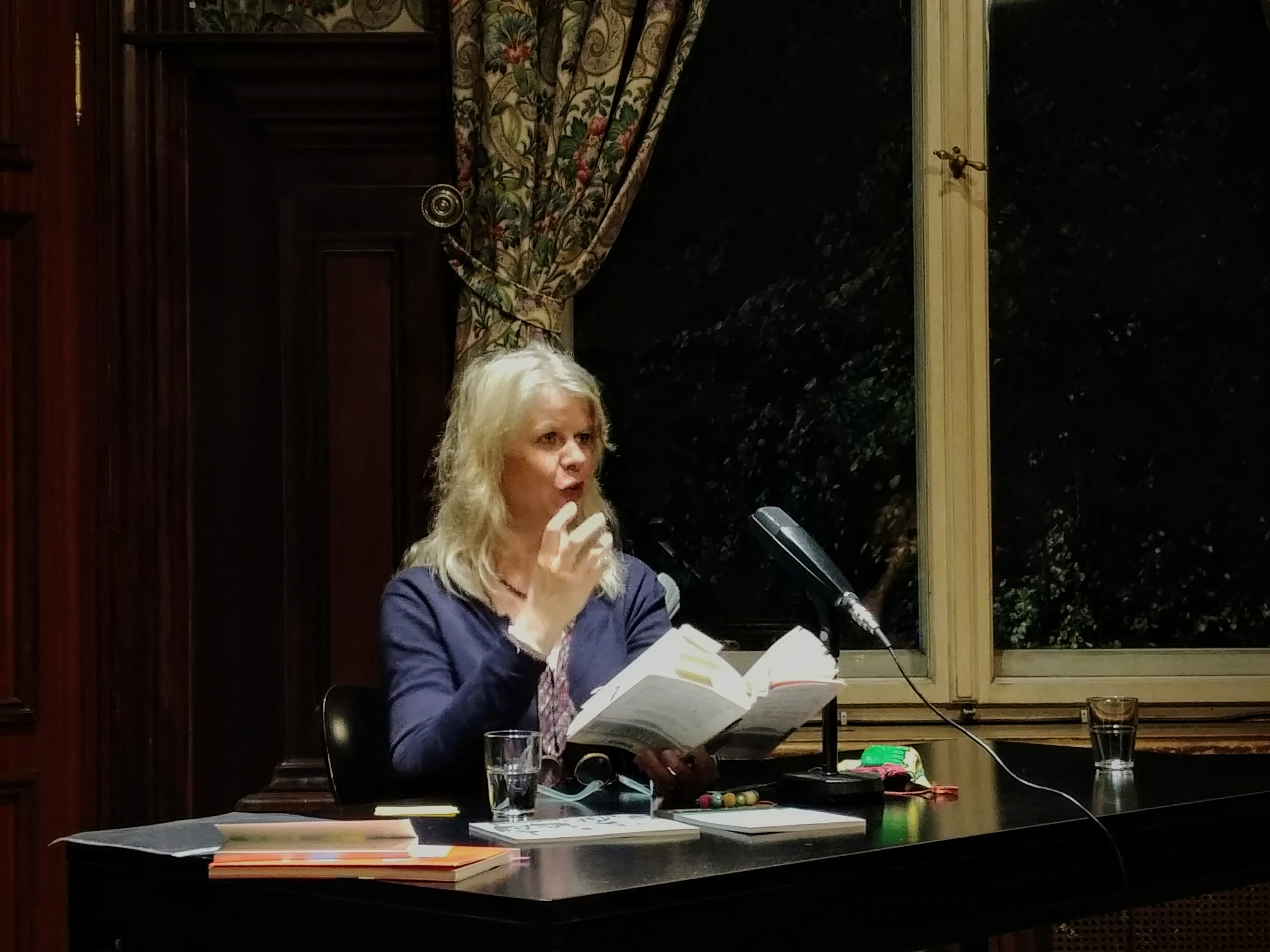
Tanja Neumann Langer legge parti del suo volume alla "Casa della letteratura" di Berlino, 30 ottobre 2020

Nel 2012 ha scritto un libro "Der Tag ist hell, ich schreibe dir" ("Il giorno è luminoso, ti scrivo") sulla loro insolita e originale relazione. Un libro su Tanja e Alfred, che nel romanzo  vengono cambiati in Helen e Julius. Nella realtà Tanja lo incontrò per la prima volta diciannovenne, mentre stava per diplomarsi. L'anno era il 1982. Lei, studentessa, politicamente di sinistra, lavorava part-time in una panetteria biologica. Lui, era già un grande banchiere. Helen e Julius, due persone che non avrebbero potuto essere più diverse. Eppure quel primo incontro fu l’inizio di un’amicizia insolita che assunse un contorno di straordinarietà. Tanja Langer aveva cercato di tenere per sé  il ricordo fino a che un giornalista, nel 2004, volle parlarle della morte di Herrhausen. Fu allora che lei recuperò i suoi ricordi, compresa la preziosa raccolta di lettere che la moglie di Herrhausen, Waltraud, le aveva dato dalla sua tenuta.
Langer ha riletto le lettere, cominciando a collocarle nel tempo della sua memoria riguardante momenti importanti della sua vita. La visione della limousine distrutta benché sistemata in un angolo temporale di ricordi riaffiorava in continuazione. Lei voleva rimuovere questa immagine della morte. Questo è ciò che scrive nel libro, in parte raccontato dal suo punto di vista e in parte scritto in forma romanzata. Una lettera al suo amico Alfred Herrhausen il cui nome viene cambiato nel romanzo in Julius Turnseck. Dopo il loro primo incontro, durante una registrazione di un programma televisivo, Julius chiese a Helen di scriverle. Sarebbero arrivate centinaia di lettere da parte di lei e molte centinaia di telefonate da parte di Herrhausen. Si incontravano anche di tanto in tanto. Turnseck (Herrhausen) voleva sapere tutto della giovane ragazza, soprattutto su cosa pensa la sua generazione e su cosa si aspetta dal mondo, dalla vita. Il pensiero del super-banchiere era "Cosa vogliono i giovani tedeschi?", "Quale investimento è più importante per il futuro?" La Langer continua: "Sono tutti tipi di domande che tendono a mettermi a tacere perché sono troppo astratte per me. Nessun adulto era mai stato così interessato a quello che avevo da dire. Nessuno con un orizzonte così esteso da Mosca a New York."
Per Herrhausen il contatto con Tanja è stata l'occasione per immergersi in un mondo che altrimenti gli sarebbe rimasto sconosciuto. Dopo qualche discussione lei scrive, "mi fu chiaro quanto fosse lontano da me il pianeta su cui viveva Julius Turnseck". L'autrice lascia che il lettore si avvicini il più possibile a Turnseck alias Herrhausen, quando scrive come discutono sul senso e sul non senso di iscriversi in un'università privata durante una passeggiata, sul disorientamento giovanile, addirittura il lettore si trova portato nella sua piccola cucina condivisa, dove mangia la sua torta fatta in casa, quando lei rivela come lo ha visto, come lo ha vissuto lontano dal pubblico. Il legame tra i due diviene più forte nel corso degli anni e Langer fornisce uno spaccato di come la tensione di Turnseck crescesse man mano che aumentava la sua responsabilità, soprattutto poco prima della sua morte. E Helen (Tanja), inebriata dalla caduta del muro di Berlino nell'autunno del 1989, dovette rendersi conto: "Senza cuore e ossessionata com'ero, non mi era accorta di quanto fossero diventati profondi i suoi dubbi su se stesso, sui suoi compiti e sulla sua posizione". Quando arriva per il funerale di Herrhausen (nella cattedrale di Francoforte) passa prima nella casa di Bad Homburg dove c'è la vedova, viene invitata ad entrare nel suo studio privato e trova la sua ultima lettera spedita sulla scrivania di lui.

## Televisione
Sulla rete tedesca ARD è stato presentato dal 1º al 3 ottobre 2024 una mini serie biografica dove la figura del banchiere è interpretata da Oliver Masucci. La trama riguarda oltre il "banchiere che voleva rendere il mondo un posto migliore" anche il contorno degli avvenimenti dell'epoca che vengono trattati senza reticenze, quali l'ira di Honecker per la volontà di liquidare la DDR, le preoccupazioni degli USA, il coinvolgimento di tutti i vari servizi segreti.